# Vitaliy Stranger
Vitaliy Stranger (укр. Віталій Стренджер, настоящее имя Виталий Федун, в Интернете более известный под псевдонимом Stranger) — украинский музыкальный продюсер.

## Биография
В 1993 году Виталий Федун основал «Киевский готический клан» (КГК), неформальную организацию закрытого типа, на базе которой в 1999 году был создан Украинский готический портал (УГП, gothic.com.ua), сейчас являющийся крупнейшим информационным ресурсом Украины, позиционирующим себя как связанный с готической субкультурой. В 2000 году под эгидой УГП был организован первый фестиваль Дети Ночи, ставший ежегодным. После этого Stranger переехал в Германию.

## Журналистская деятельность
Автор многочисленных музыкальных обзоров и интервью с группами HIM, Diary of Dreams, Wumpscut:, Cinema Strange, Zeromancer, Deine Lakaien, L'Âme Immortelle и другими. Для энциклопедии-лексикона шварц-сцены «Das Gothic- und Dark Wave-Lexikon» (Германия, 2003, авторы — Peter Matzke и Tobias Seeliger) написал статью о группе Кому Вниз (им же продюсируемой), для книги Нэнси Килпатрик «Готическая библия» (США/Канада, 2004) — статью об украинской окологотической сцене. C 2006 года Федун стал одним из издателей украинского музыкального журнала «Gothica».
Также Vitaliy Stranger сотрудничал с Gavin Baddeley «Goth Chic: a guide to dark culture» (2002) и Mick Mercer «21st Century Goth» (2002).

## Продюсирование
В рамках фестиваля Дети Ночи: Чорна Рада Федун организовал на Украине многочисленные концерты зарубежных групп: Phantasmagoria (Япония), Blood Jewel (США), Severe Illusion (Швеция), Charlotte’s Shadow (Испания) и другие. С 2008 года занялся также организацией сольных концертов и координировал концерты Diary of Dreams и Deutsch Nepal в Киеве.
Продюсирует украинские группы «Кому вниз», «Холодне Сонце», Dust Heaven, Gray/scale, Error Genesis и др. В 2001 году организовал выступление «Кому вниз» на фестивале Castle Party в Польше, а в 2002, 2004 и 2007 годах — на Wave-Gotik-Treffen (Германия). В 2004 году на Wave-Gotik-Treffen выступили сразу три украинские группы (кроме «Кому вниз» — Dust Heaven и Gray/scale).

## Публикации
- Статья «Ноты для готов: Дети Ночи 4» в молодёжном журнале «Молоток» (№ 17, 2007) (), автор: Александра Васильчук
- Статья «Украинские готы веселились всю ночь» в газете «Обзор» (25 апреля, 2007) (), автор: Ефим Александров
- Статья «Готы» в развлекательном еженедельнике «Афиша» (№ 21, 30 мая — 5 июня, 2005) () ()
- Статья «Ходят готы среди нас» в газете «Вечерние вести» (№ 196, 25 декабря, 2003) (), автор: Александр Евтушенко
- Статья «Vitaliy aus Kiew denkt duester» в газете «Leipziger Volkszeitung» (№ 196, 25 декабря, 2003) (), автор: Eddie Stein
- Статья «Готы» в развлекательном еженедельнике «Афиша» (№ 21, 30 мая — 5 июня, 2005) () ()
- Интервью «Украинская готика — это сила духа» в литературном издании «Украинское слово» (№ 13, 27 февраля — 4 марта, 2003) (), автор: Настя Снежная
- Статья и интервью «Люди в черном» в развлекательном издании «Афиша» (№ 42, 25 октября — 10 ноября, 2003) ()
- Интервью на музыкальном канале «ENTER» и репортаж с «Дети Ночи: Чорна Рада 5» (2008)
- Интервью на новостном канале «24» и репортаж с «Дети Ночи: Чорна Рада 3» (2006)
- Интервью на развлекательном канале «ТЕТ» и репортаж с «Дети Ночи: Чорна Рада 2» (2005)